# Le Lit à deux places
Le Lit à deux places (lit. 'La cama doble', en italiano: Racconti a due piazze, lit. 'Cuentos para [camas de] dos plazas') es una película de comedia de antología italo-francesa de 1965, dirigida por Jean Delannoy, François Dupont-Midy, Gianni Puccini y Álvaro Mancori.

## Sinopsis
En un anticuario, Mamounette busca una cama de matrimonio « para su pequeño », quien se va a casar. Cada una de las camas que le presenta tiene una historia, dando lugar a un segmento :
- En Le Berceau («La cuna»), un juego de dos camas gemelas, una cama de niña y una cuna amueblan la habitación de una pareja de posaderos, cuya hija es visitada por su pretendiente. La cuna se movió inadvertidamente, los ocupantes regresaron por error a una cama que no es la suya...
- Le Monstre («El monstruo») (segmento no incluido en algunos DVD) roza el pinar de un pueblo mediterráneo, donde la joven esposa de un sexólogo finge problemas para no consumar el matrimonio, para así anular el matrimonio y poder casarse tranquilamente con su amante ;
- Le Monsieur de passage («El caballero que pasa»): Un hombre ofrece una buena suma a una mujer supuestamente desconocida, solo para invitarla a cenar y luego tomar una copa en su casa. ; ella no sabrá hasta que se vaya la razón de esta « generosidad » sorprendente ;
- Mourir pour vivre («Morir para vivir»): Una mujer atrae a hombres adinerados a su casa para que, en cuanto le han pagado, rompan a llorar mientras corren la cortina de la cama donde está el « cadáver » de su marido, hasta que uno de ellos, en lugar de salir corriendo aterrorizado, resulta excitado ante la idea de hacer el amor junto a un hombre muerto...
- La Répétition («El ensayo»): La última cama es comprada por Mamoumette, donde su torpe hijo es obligado por su futuro cuñado a proceder al ensayo de su noche de bodas.

## Reparto
En general:
- Jean Parédès: el anticuario.
- Denise Gence: Mamounette, la cliente.

Le Berceau
- Catherine Clarence: Colette.
- Jacques Audoux: el amante de Colette.
- Clément Michu: Christian, el amigo.
- Carla Calò: María, la madre.
- Jean Richard: Emilio, el posadero
- Christian Brocard: Un consumidor.
- André Weber: Lucien, el camionero.

Le Monstre
- France Anglade: Claudine, la esposa.
- Nino Castelnuovo: el amante.
- Leopoldo Trieste: el marido.

Le Monsieur de passage
- Sylva Koscina: Giuletta Gaverini, la modelo.
- Michel Serrault: Albert Simono, el caballero que pasa.
- Jacques Van Dooren: Un hombre bajando del tren.
- Roger Trapp: Jean-Joseph, el explorador.
- Florence Blot: La camarera del restaurante.

Mourir pour vivre
- Margaret Lee: Carmela, la falsa viuda.
- Lando Buzzanca: Vincenzo, el falso muerto.

La Répétition
- Denise Gence: Mamounette, la madre de Robert.
- Jacques Charon: Robert, Hyacinthe de La Valtail, el prometido.
- Darry Cowl: Paul, hermano de Patricia.
- Dominique Boschero: Sophie, suplente de Patricia.
- Robert Blome: Un invitado de boda.
- Michel Sardou: operador de telégrafo.